# Предвестник (отряд спецназначения ОМСБОН войск НКВД СССР)
Отряд спецназначения (оперативная группа) «Предве́стник» сформированный из личного состава 1-го МСП ОМСБОН войск НКВД СССР, — разведывательно - диверсионный отряд, действовавший в годы Великой Отечественной войны, в тылу врага, на оккупированной территории нынешней Брянской области, в основном на участках железных дорог Сураж-Унеча, Унеча-Почеп. На дорогах Клинцы-Сураж, Сураж-Гордеевка.

## Состав
| 1.  | Матвеев Николай Дмитриевич     | 1910 г.р. | :ннннн: наградной лист | старший лейтенант | заместитель командира роты | русский  |
| 2.  | Богдан Георгий Ефимович        | 1912 г.р. | :ннннн: наградной лист | красноармеец      | инструктор-взрывник        | украинец |
| 3.  | Буров Алексей Иванович         | 1922 г.р. | :ннннн: наградной лист | сержант           | автоматчик                 | русский  |
| 4.  | Величко Леонид Андреевич       | 1918 г.р. | :ннннн: наградной лист | сержант           | помощник командира взвода  | украинец |
| 5.  | Волков Андрей Игнатьевич       | 1916 г.р. | :ннннн: наградной лист | сержант           | автоматчик                 | белорус  |
| 6.  | Грибов Виктор Арсентьевич      | 1926 г.р. | :ннннн: наградной лист | сержант           | радист                     | русский  |
| 7.  | Дашук Иван Петрович            | 1919 г.р. | :ннннн: наградной лист | сержант           | командир отделения         | белорус  |
| 8.  | Дымов Николай Ильич            | 1923 г.р. | :ннннн: наградной лист | красноармеец      | подрывник                  | русский  |
| 9.  | Елисейкин Александр Михайлович | 1915 г.р. | нн:н:нн наградной лист | старший сержант   | помощник командира взвода  | русский  |
| 10. | Кудрявцев Владимир Васильевич  | 1926 г.р. | нн:н:нн наградной лист | красноармеец      | снайпер                    | русский  |
| 11. | Кюзис Маргер Янович            | 1916 г.р. | нн:н:нн наградной лист | красноармеец      | стрелок                    | латыш    |
| 12. | Ляликов Сергей Семенович       | 1909 г.р. | нн:н:нн наградной лист | младший лейтенант | командир взвода            | русский  |
| 13. | Малявин Иван Алексеевич        | 1922 г.р. | :ннннн: наградной лист | красноармеец      | стрелок                    | русский  |
| 14. | Масюков Василий Герасимович    | 1922 г.р. | :ннннн: наградной лист | сержант           | наблюдатель-связной        | белорус  |
| 15. | Радаев Алексей Захарович       | 1922 г.р. | :ннннн: наградной лист | сержант           | стрелок                    | русский  |
| 16. | Раевский Анатолий Алексеевич   | 1924 г.р. | нн:н:нн наградной лист | красноармеец      | подрывник                  | русский  |
| 17. | Сафронов Александр Осипович    | 1922 г.р. | нн:н:нн наградной лист | красноармеец      | сапёр                      | русский  |
| 18. | Трубин Борис Васильевич        | 1921 г.р. | :ннннн: наградной лист | красноармеец      | стрелок                    | русский  |
| 19. | Цуриков Василий Михайлович     | 1919 г.р. | нн:н:нн наградной лист | старший сержант   | помощник командира взвода  | белорус  |
| 20. | Шеремет Константин Филиппович  | 1923 г.р. | :ннннн: наградной лист | старшина          | пулемётчик                 | русский  |
| 21. | Яцентюк Фёдор Зиновьевич       | 1903 г.р. | нн:н:нн наградной лист | красноармеец      | стрелок                    | украинец |
| 22. | не установлен                  |           |                        |                   |                            |          |
| 23. | не установлен                  |           |                        |                   |                            |          |
| 24. | не установлен                  |           |                        |                   |                            |          |

Офицеры, связанные с формированием, организацией и заброской в тыл врага спецотряда «Предвестник»:
| Самусь Николай Корнеевич    | 1909 г.р. |                        | майор госбезопасности             | командир 1-го полка ОМСБОН                               |
| Зеленов Сергей Николаевич   | 1914 г.р. | :ннннн: наградной лист | майор госбезопасности             |                                                          |
| Кирпичев Дмитрий Иванович   | 1914 г.р. | :ннннн: наградной лист | старший лейтенант госбезопасности |                                                          |
| Кноблок Владимир Георгиевич | 1901 г.р. | нн:н:нн наградной лист | инженер-капитан                   | начальник оперативного отделения ОМСБОН войск НКВД СССР. |

нн:н:нн орден Красного Знамени
:ннннн: орден «Отечественной войны» 1 степени
нн:н:нн орден «Отечественной войны» 2 степени
:ннннн: орден Красной Звезды
:ннннн: медаль «За отвагу»
:ннннн: медаль «За боевые заслуги»

## Предыстория
Непосредственно перед началом Курской битвы возникла острая необходимость в усилении ударов по важнейшим коммуникациям противника.
8 мая 1943 г. командующий Центральным фронтом генерал армии К. К. Рокоссовский и Военный совет фронта обратились в НКВД СССР с просьбой направить три отряда ОМСБОН в тыл врага на участке этого фронта. «Эти отряды, — говорилось в письме Военного совета Центрального фронта, — желательно использовать по их прямому назначению для совершения диверсий в глубоком тылу в интересах Брянского и Центрального фронтов с главной задачей воздействовать на перевозку из глубины в Брянск людей, боевой техники и боеприпасов и этим замедлить накопление им необходимых сил и средств на нашем направлении, а следовательно, оттянуть сроки его наступления. Это нам во всех отношениях выгодно».
Руководство НКВД СССР сразу же откликнулось на просьбу командующего войсками Центрального фронта и приняло решение дополнительно сформировать три диверсионных отряда численностью 24 человека каждый из наиболее подготовленных к боевой работе в тылу противника военнослужащих ОМСБОН НКВД СССР. В дальнейшем предполагалось «усилить эти отряды за счет оперативных групп, действовавших в тылу противника до 60 человек в каждый отряд».
17 мая 1943 г. командир ОМСБОНа Гриднев дал указание командиру 1-го полка ОМСБОН майору Самусь Н. К. подготовить и отправить на выполнение диверсионно-боевых задач в тылу врага сформированные отряды старшего лейтенанта Н. Д. Матвеева, лейтенантов А. Н. Шихова и  С. А. Каминского. Полковник В. В. Гриднев выехал в штаб Центрального фронта для согласования плана переброски трех отрядов в тыл врага. Разведотдел фронта поставил перед этими отрядами и свои задачи. Учитывая, что переброска оперативных отрядов планировалась с помощью авиации и последующего десантирования, в программу подготовки было включено «изучение парашютного дела с производством тренировочных прыжков». Бойцы отрядов готовились к проведению диверсий в тылу противника: выводу из строя живой силы и техники, направляемой на фронт, а также разрушению основных дорог. Одновременно необходимо было добывать разведывательные данные о скоплении живой силы и техники неприятеля.
Необычными оказались проводы этих отрядов: «…24 мая 1943 г., в воскресенье, в клубе части шёл концерт шефов бригады — артистов Большого театра СССР. Перед бойцами выступали народные артисты СССР М. Д. Михайлов и И. С. Козловский. Во время выступления И. С. Козловского вдруг раздалась команда дежурного по части капитана: „Отряды Шихова, Матвеева, Каминского — в ружьё!“ Во дворе бойцов уже ожидали машины. Их провожали все участники и зрители концерта. Оркестр заиграл: „Прощай, любимый город“, и М. Д. Михайлов и И С. Козловский запели песню, подхваченную всеми присутствующими».

## История
Отряд Н. Д. Матвеева был сброшен в Клетнянских лесах через месяц, уже в начале Курской битвы. Проделав путь в 120 км, в начале июля 1943 г., отряд прибыл в Паньковские леса.
```
05.07.1943 На ж.д. Сураж-Унеча (в р-не пос. Рымаки) подорван эшелон с продовольствием, разбито 2 платформы, паровоз, 2 вагона. Дорога бездействовала 12 часов.
06.07.1943 На ж.д. Сураж-Унеча (в р-не д. Дубиновка) подорван эшелон с автомашинами. Разбито 10 платформ и паровоз. Дорога бездействовала 18 часов.
07.07.1943 На ж.д. Унеча-Рассуха подорвано 2 эшелона с боевой техникой противника.
08.07.1943 На ж.д. Унеча-Почеп (в р-не разъезда Коробоничи) пущен под откос эшелон с горючим. Разбито  платформа, паровоз, 2 вагона и 7 цистерн, (из них 4 сгорело). Дорога не работала 26 часов.
09.07.1943 На ж.д. Унеча-Почеп (в р-не разъезда Коробоничи) подорван аварийный поезд. разбито6 паровоз и аварийная установка.
17.07.1943 Передано донесение, что с 15-17 июля 1943г. наблюдалось движение воинских эшелонов с боеприпасами, солдатами и техникой противника к Унечу-Брянску.
21.07.1943 На ж.д. Орша-Унеча (в р-не разъезда Беловодка) подорван эшелон с боеприпасами. Разбито 10 вагонов с боеприпасами, платформа со стройматериалами и паровоз, ж.д. не работала 22 часа.
22.07.1943 На ж.д. Орша-Унеча (разъезд Беловодка) подорван эшелон с материалом для ремонта ж.д.
22.07.1943 Переданы разведданные о производстве мобилизации мужчин возрасте от 16 до 50 лет из г. Унеча все немцы отправлены на фронт, зенитные установки сняты.
23.07.1943 В р-не Сураж-Гордеевка подорвана 4-х проводная телефонная линия со столбами на протяжении 3 км.
23.07.1943 На ж.д. Сураж-Унеча (в р-не д. Поповка) подорван эшелон, шедший со ст. Унеча порожняком.
04.08.1943 На ж.д. Сураж-Унеча пущен под откос эшелон противника с живой силой и техникой.
05.08.1943 Подорван 1 км. телефонной линии Сураж-Гордеевка.
05.08.1943 Пущен под откос эшелон с горючим на ж.д. Сураж-Унеча, во время взрыва эшелон сгорел.
09.08.1943 На ж.д. Унеча-Рассуха пущен под откос аварийный поезд, разбит паровоз и аварийные установки.
09.08.1943 В 3 км. от Унеча подорвано ж.д. полотно, дорога не работала 26 часов.
15.08.1943 На большаке
[
4
]
 Клинцы-Сураж на протоке Ельня-Рудня подорван деревянный мост вдоль большака к Клинцам. На расстоянии 3 км. полностью разрушена связь.
26.08.1943 Подорван мост на 
шляху
 Сураж-Гордеевка в р-не с.Влазовичи.
29.08.1943 Подорван мост через реку Иржач у села Косичи.
29.08.1943 Заминировано шоссе Сураж-Гордеевка, подорвалось 2 автомашины с пехотой и мотоциклист, убито 17 чел. и 4 ранено.
09.09.1943 Подорван эшелон на участке Орша-Унеча, разбито 18 вагонов, дорога не работала 18 часов.
09.09.1943 Подорваны столбы на телеграфной линии Сураж-Гордеевка
12.09.1943 Подорван мост на шоссе Сураж-Клинцы (в р-не с. Кулаги).
12.09.1943 Подорваны столбы телефонной линии Сураж-Клинцы.
21.09.1943 Подорван ферменный мост на ж.д. ветке Беловодка-Закот, ж.д. Орша-Унеча.
23.09.1943 Заминирован шлях Сураж-Гордеевка 
[
5
]
```

За период боевых действий отряда «Предвестник» с 5 июля по 23 сентября 1943 года было установлено 16 мин замедленного действия и железнодорожных ключей, подорвано 12 эшелонов с живой силой и техникой противника, уничтожены 12 паровозов и 101 вагон, а также взорваны 1 железнодорожный и 3 шоссейных моста, вырезано и подорвано 9,5 км линий связи. В боевых столкновениях с неприятелем отрядом уничтожено 19 офицеров, бургомистров и предателей. В результате диверсий на участках железнодорожного сообщения движение прерывалось до суток и более. Итогом разведывательной деятельности отряда стали данные о расположении, перегруппировке и скоплении войск противника. За время действий потерь личного состава отряд не имел. Бойцы и командиры постоянно
информировали местное население о положении дел на фронтах и других новостях из сводок Совинформбюро и советских газет. Местное население оказывало отряду помощь продовольствием и ведением разведки. От населения также поступала информация о результатах диверсий и действиях властей и полиции. В качестве проводников использовались местные жители.
27 сентября 1943 г. отряд «Предвестник» вышел в тыл наступающим частям Красной армии, был направлен в Москву и расформирован. Его личный состав после предоставленного отдыха использовался для укомплектования других оперативных групп и отрядов, направленных в тыл противника.
Омсбоновцы успешно справились с этой чрезвычайно сложной задачей.
Об этом убедительно свидетельствует оценка действий оперативных отрядов ОМСБОНа, данная командующим
1-м Белорусским фронтом генералом армии К. К. Рокоссовским, В телеграмме от 24 декабря 1943 г., адресованной в НКГБ СССР, он писал: «Учитывая успешную работу в тылу врага спецотрядов Вашего наркомата,
действовавших под командованием тт. Каминского, Матвеева, Шихова и оказавших существенную помощь
фронту в деле разрушения Унечского и Гомельского железнодорожных узлов противника, мы просим оказывать дальнейшую помощь Белорусскому фронту посылкой ваших диверсионно-разведывательных отрядов для воздействия на перевозки и разрушение основных железнодорожных коммуникаций в тылу противника»